# Парк «Кардамичівський»
Парк «Кардами́чівський» — парк-пам'ятка садово-паркового мистецтва загальнодержавного значення, що розташований на околиці села Кардамичеве, Великомихайлівської селищної громади Роздільнянського району Одеської області, Україна.

## Історія

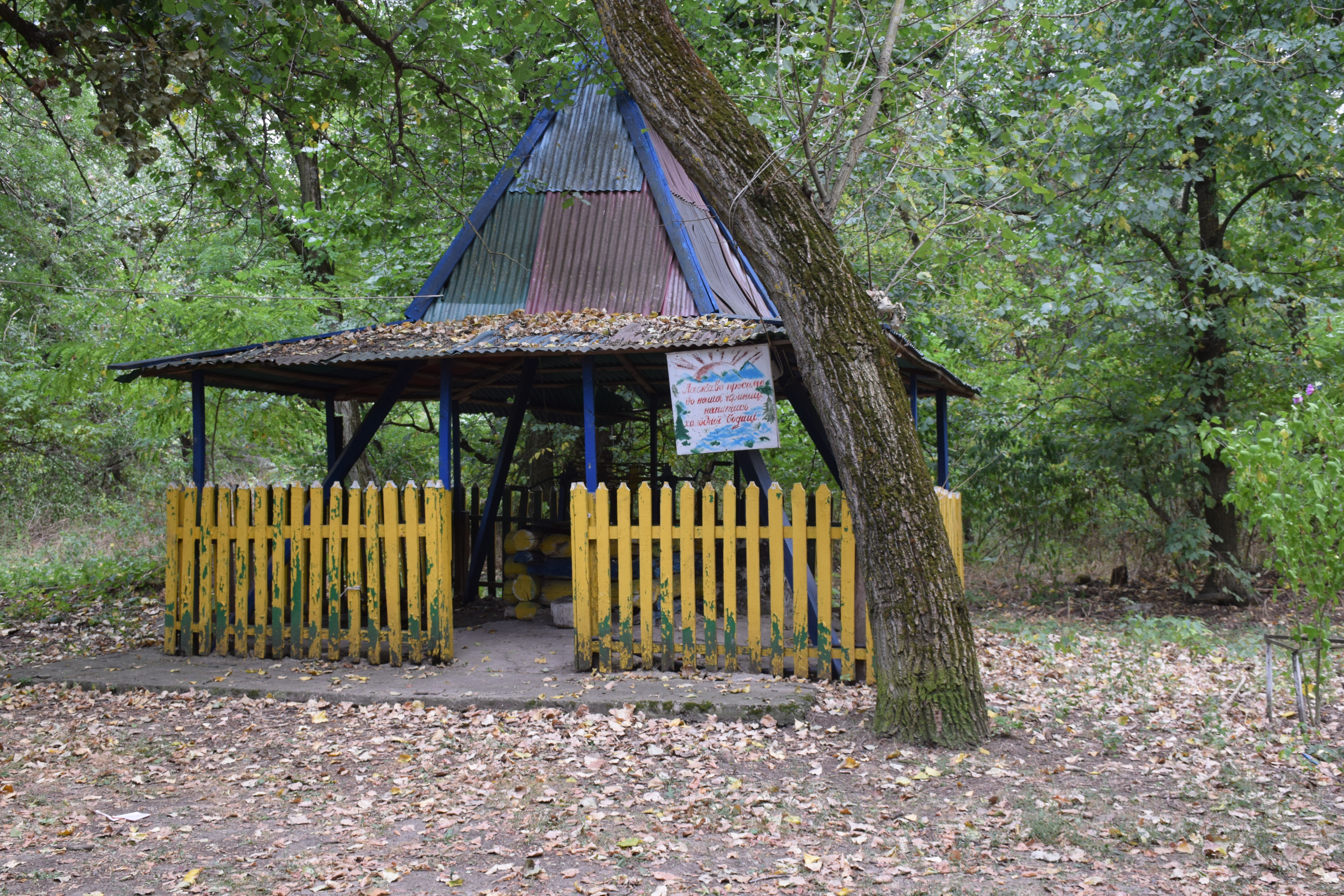
Стара криниця в парку

Парк був заснований у 1850 році поміщиком Кардамичем як розсадник екзотичних дерев, а також плодових рослин. На той час парк був приватним володінням. Тут розводили рослини, саджанці яких частково висаджували на прилеглих територіях. Парк значно постраждав під час бойових дій 1918—1920 років, а також під час Другої світової війни, коли насадження значної частини парку були вирубані. Вже пізніше паркові рослини були відновлені порослевим та насіннєвим способами. У 1960 році парк отримав охоронний статус.

## Загальна характеристика

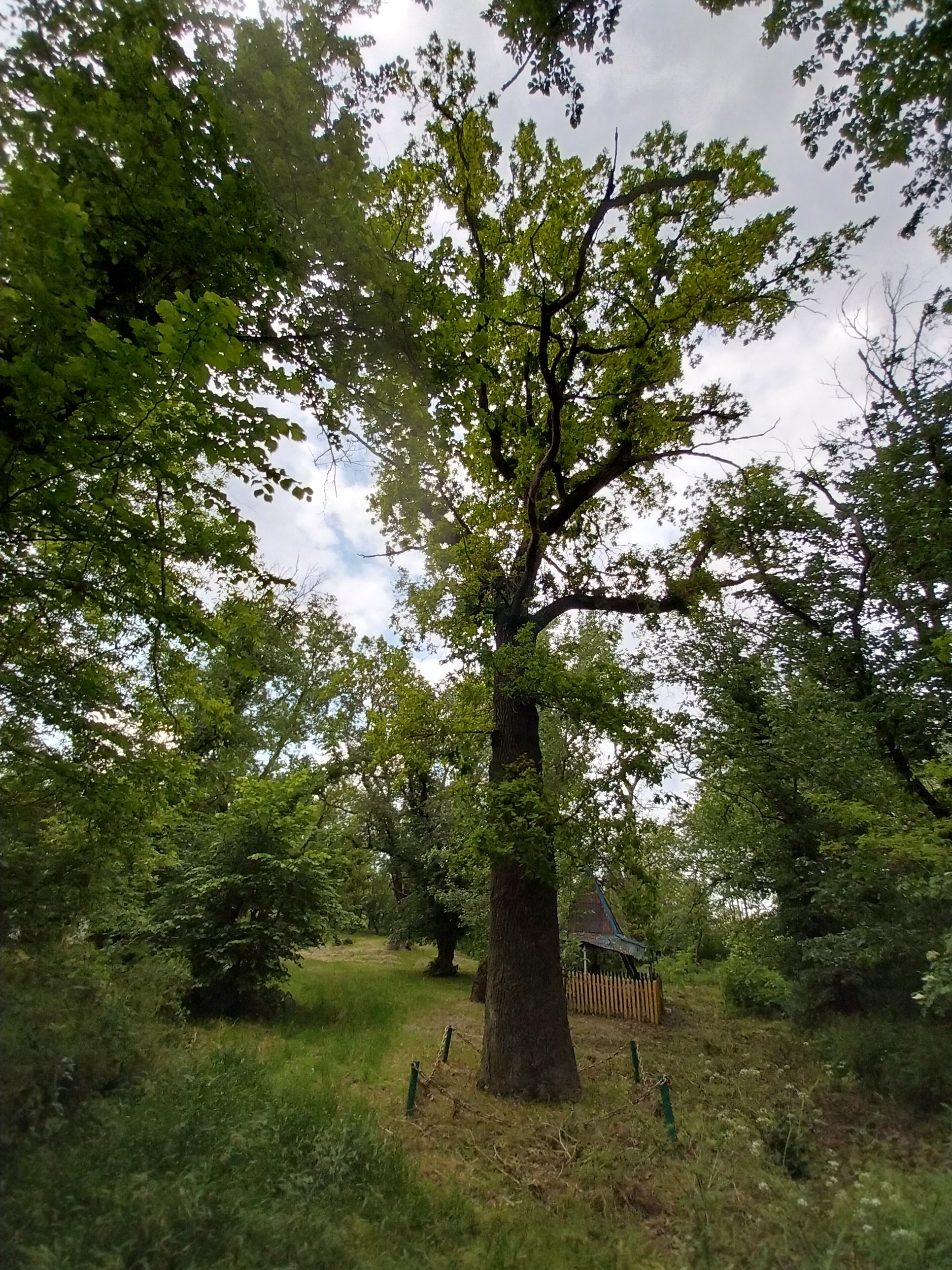
Старий дуб

Парк займає площу 49 га і розташований в улоговині, на схилах та по дну балки у долині річки Кучурган. Нині перебуває у постійному користуванні ДП «Велико-Михайлівське лісове господарство», кв. 75, ур. «Кардамичево» Великомихайлівського лісництва.
Зростає понад 50 видів дерев та чагарників. У парку є місця відпочинку, добре обладнані альтанки, інформаційні стенди. особливу цінність складає величезний старий дуб, що належить до виду дуб звичайний (Quercus robur L.), вік якого складає понад 250 років.

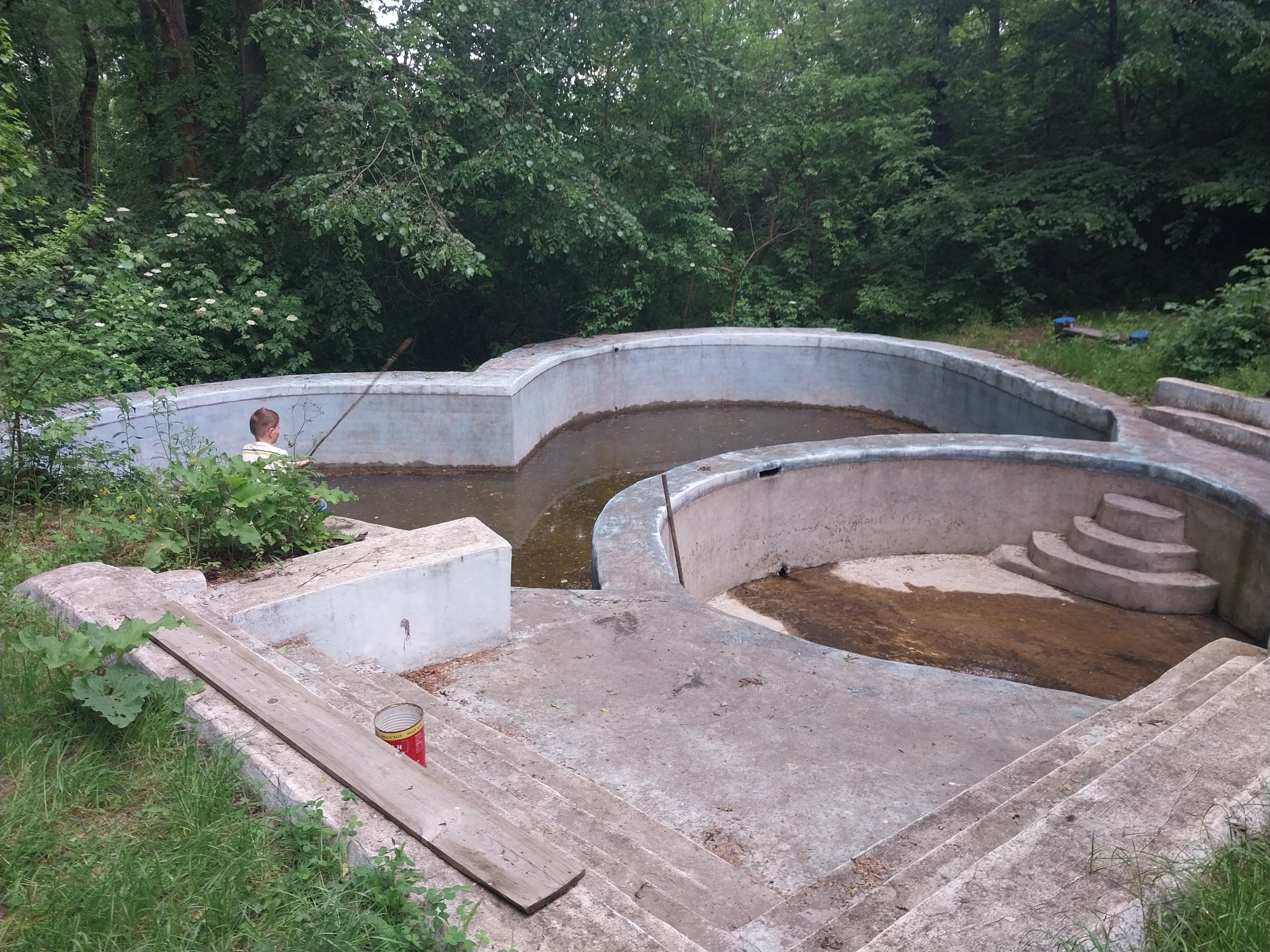
Басейн у вигляді водяної лілії

У середині парку на відстані півкілометра від старого дуба існує джерело, яке згідно із місцевим повір'ям, має цілющі властивості. Вода із джерела стікає до басейн, спорудженого у вигляді водяної лілеї. Неподалік від басейну розміщена шестикутна кам’яна альтанка, облаштовані місця для відпочинку.

## Галерея

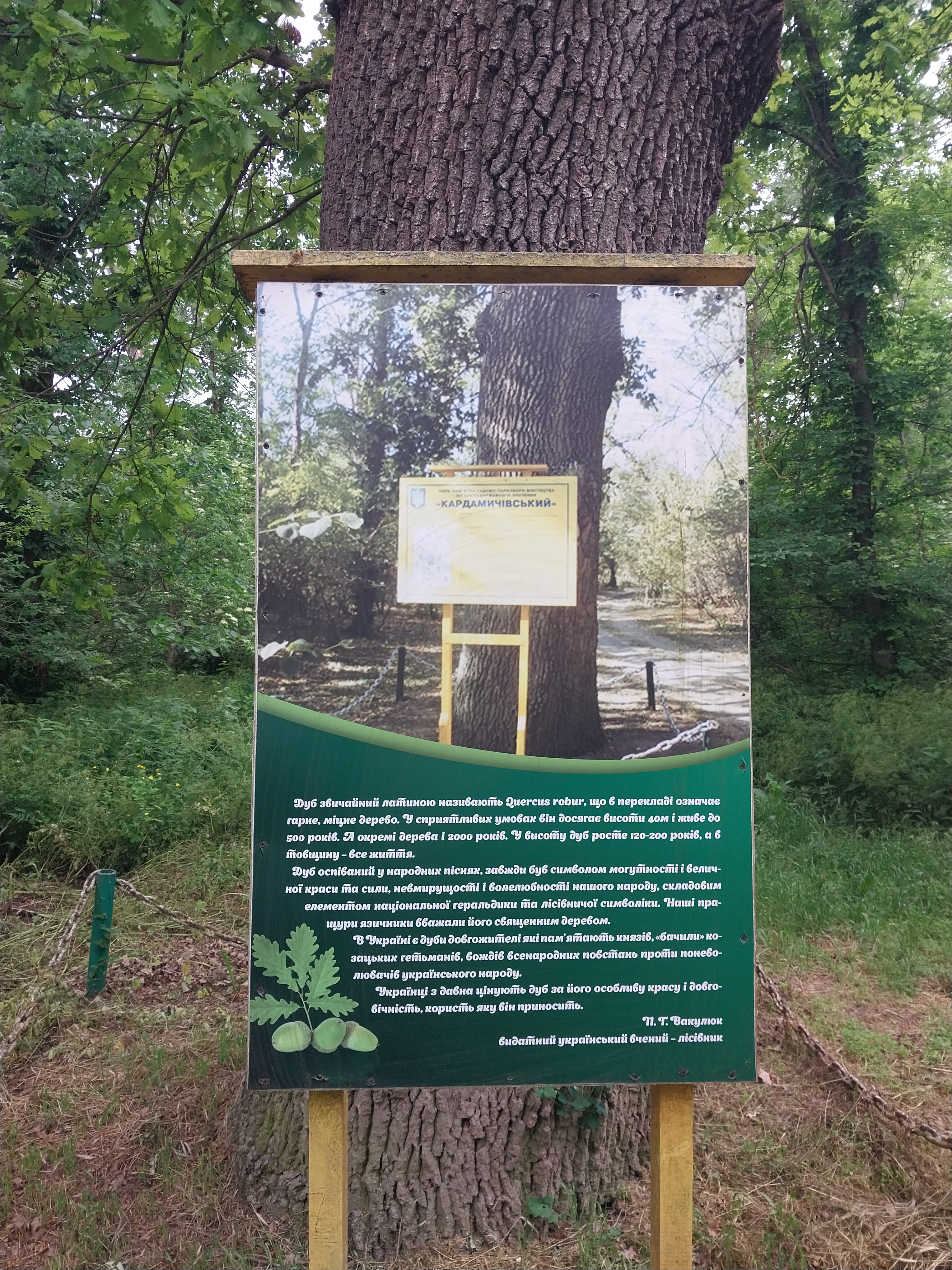
Інформаційна табличка на старому дубі
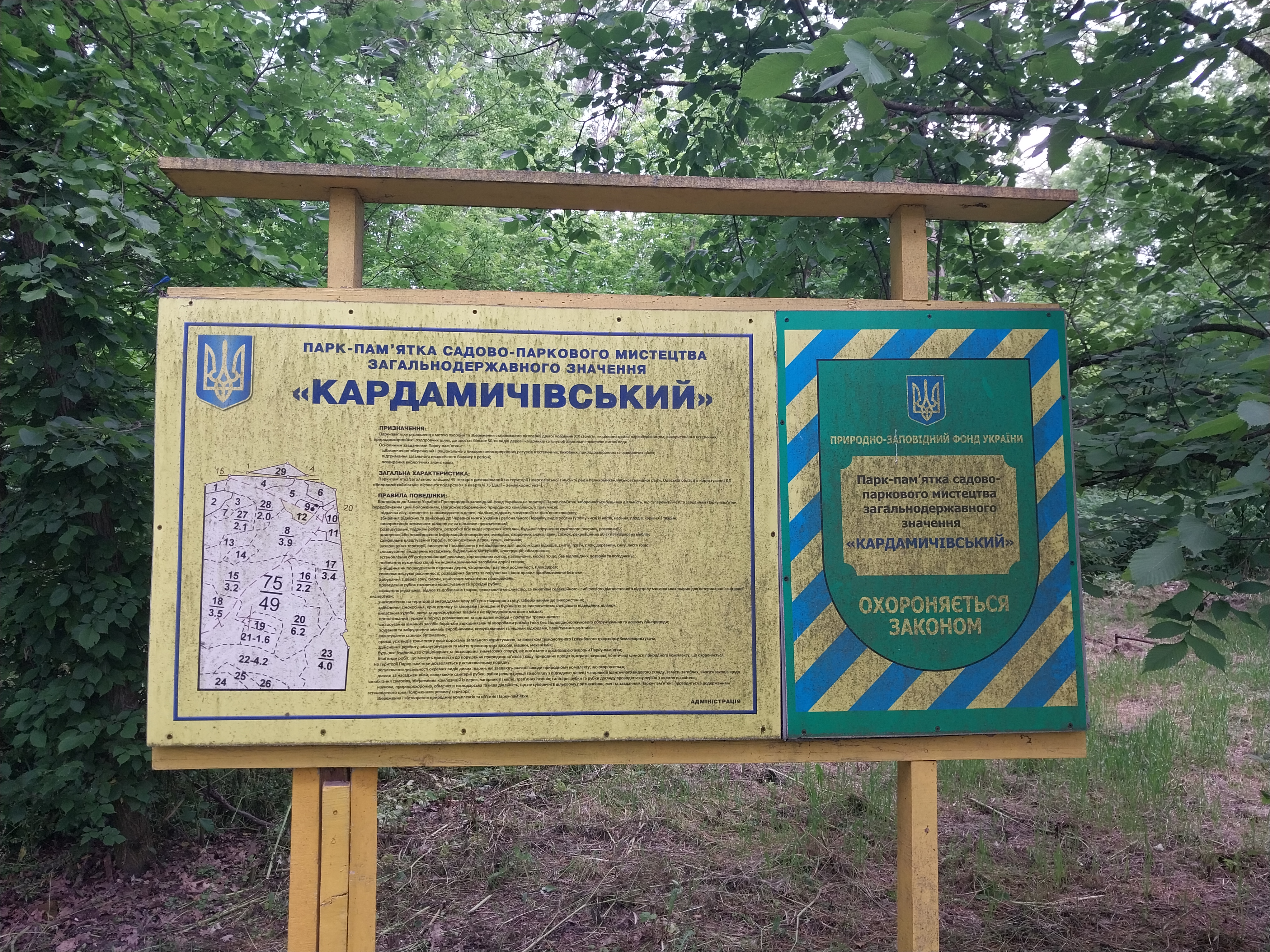
Інформація для відвідувачів
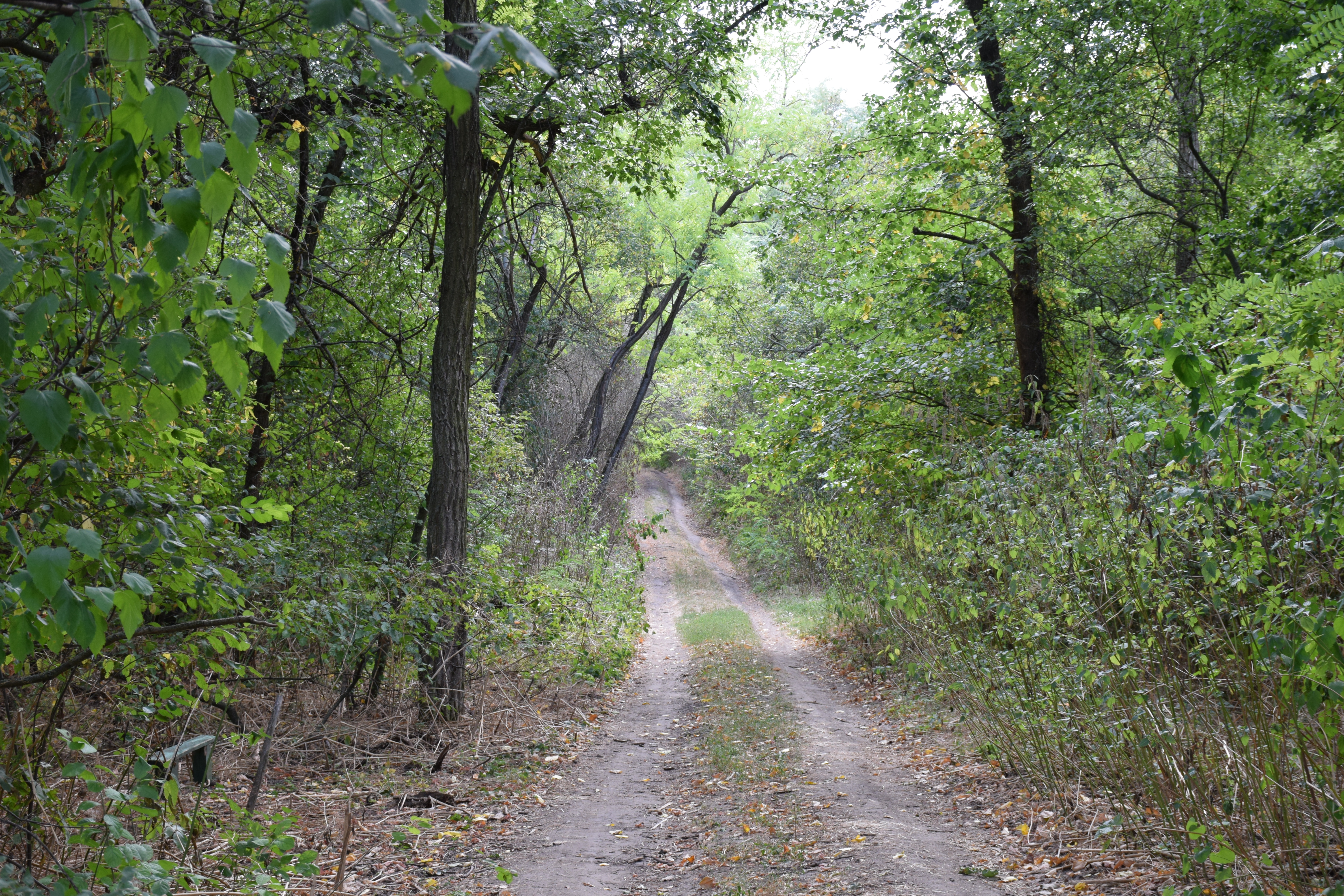
Стежка у парку
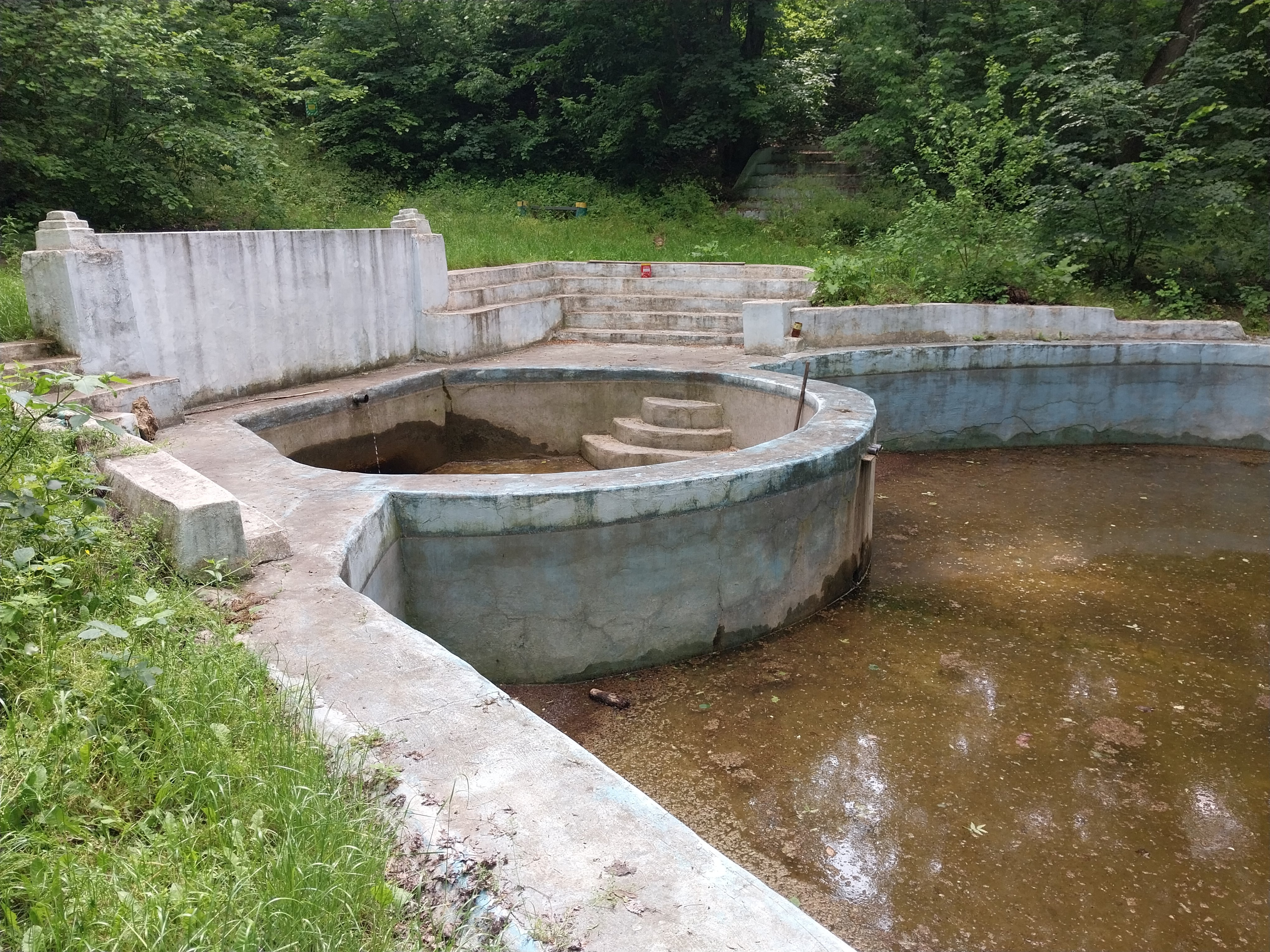
Джерело
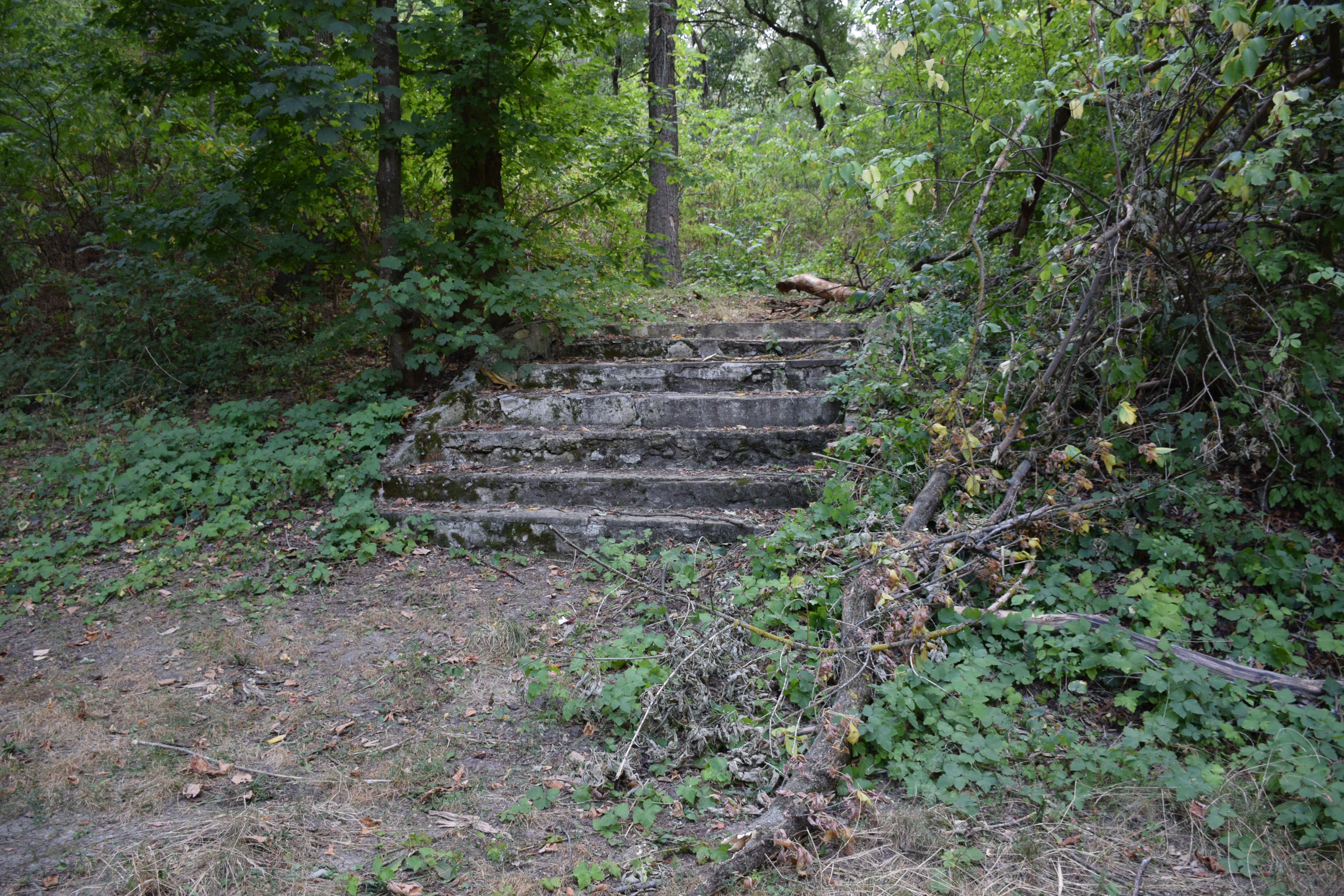
Залишки старих сходів
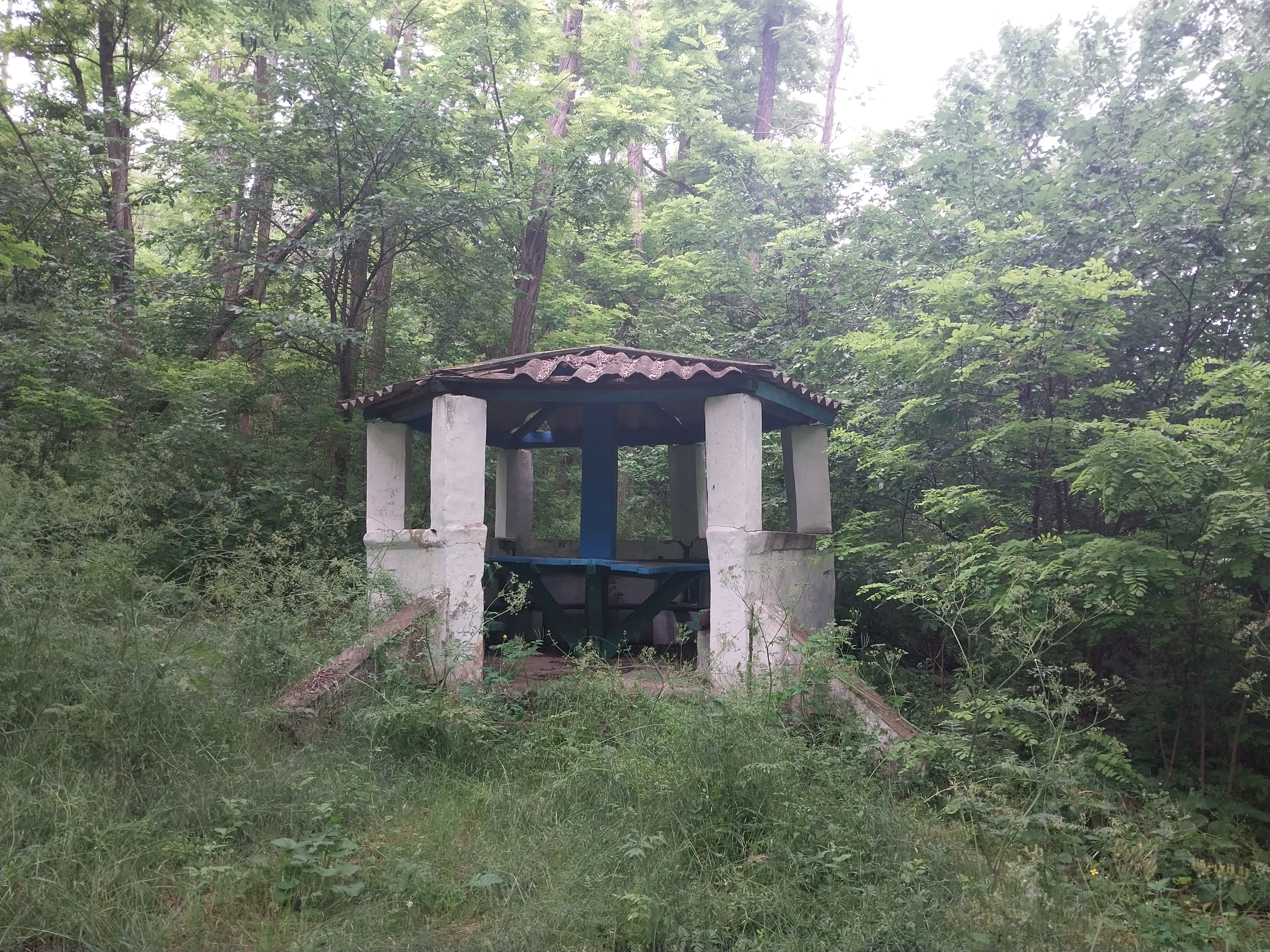
Альтанка

### Флора і фауна парку

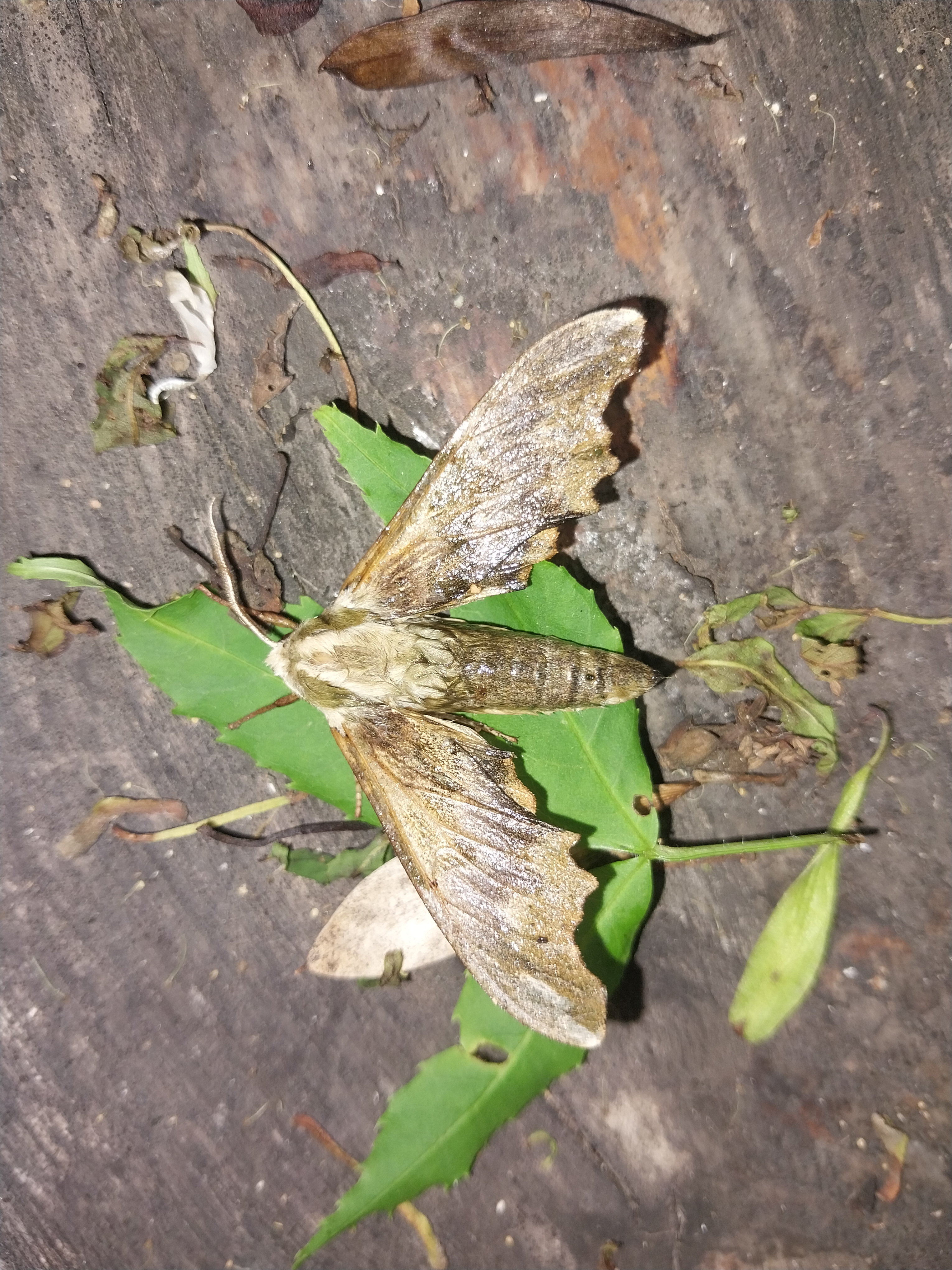
Бражник
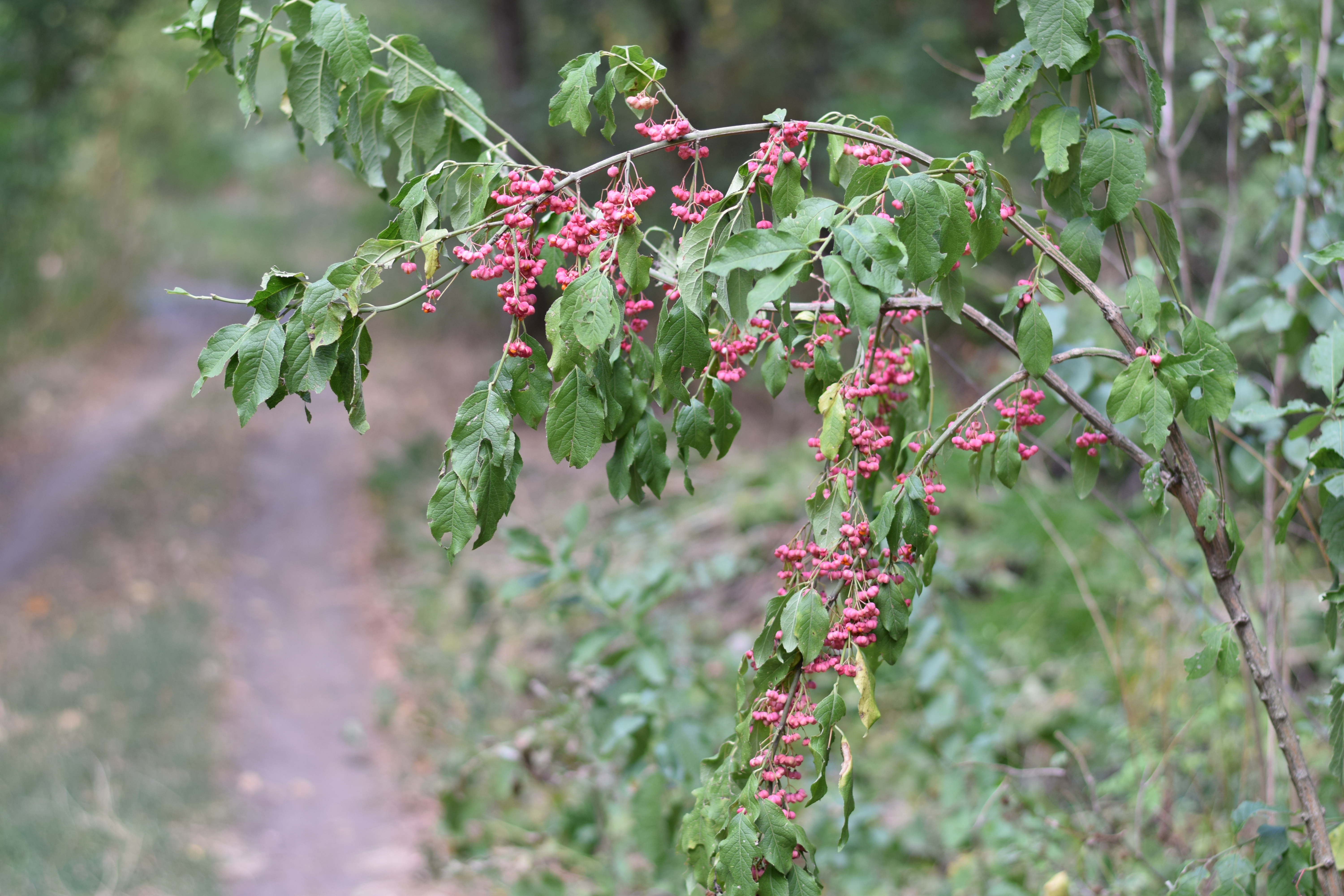
Бруслина європейська (Euonymus europaeus)
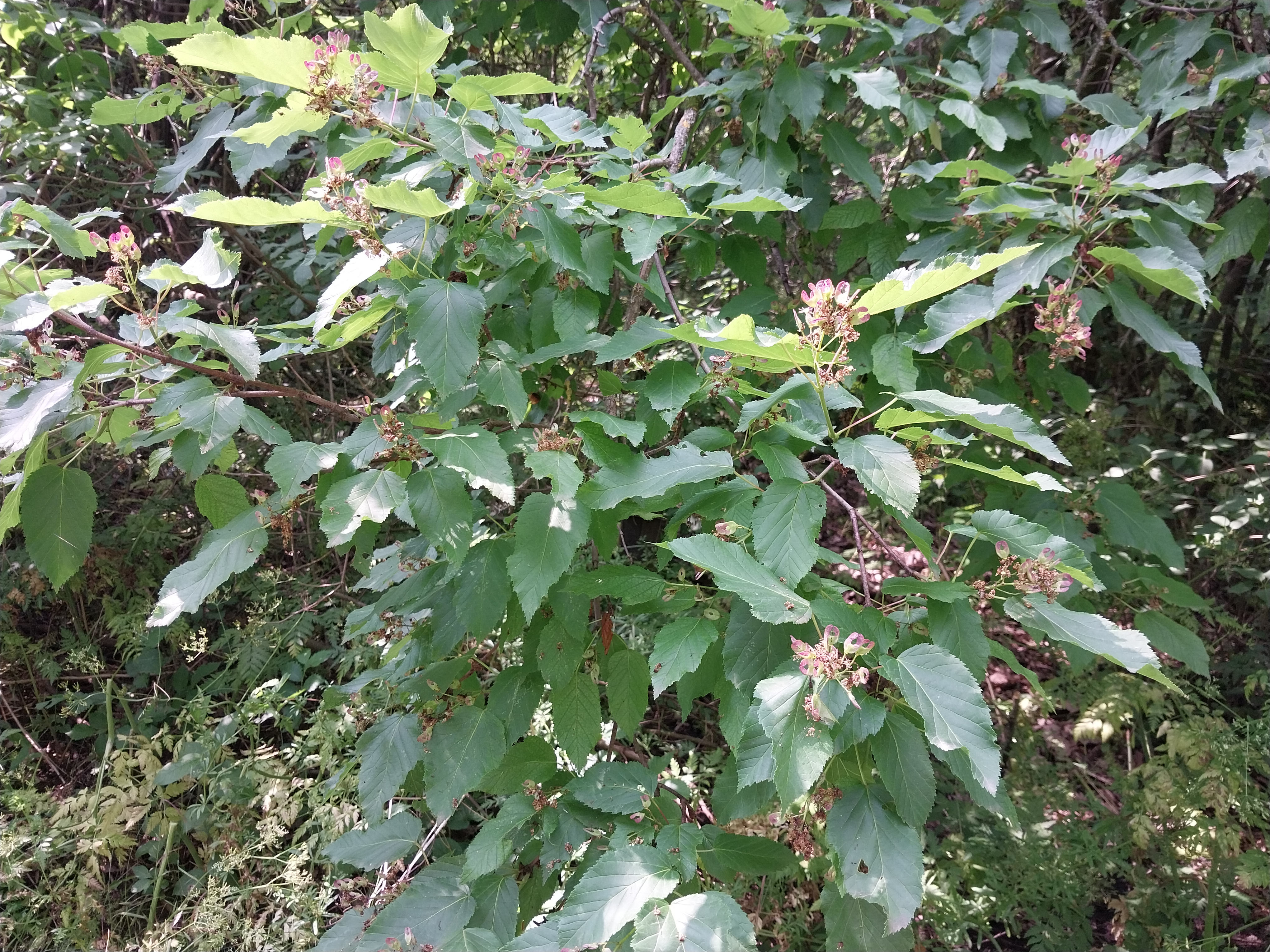
Клен татарський (Acer tataricum)
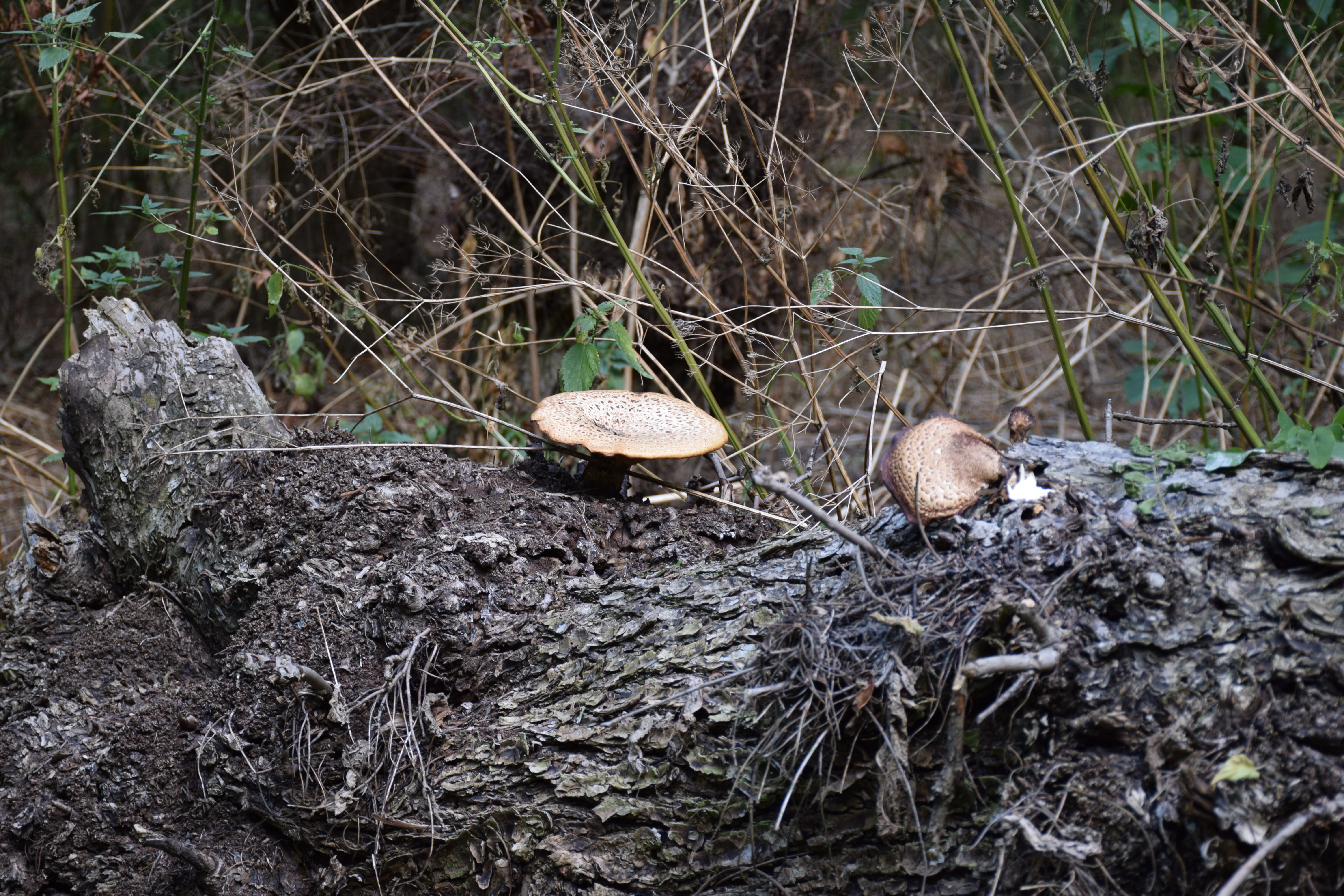
Трутовик лускатий (Polyporus squamosus) на сухому поваленому дереві